# قرية بيلهام (نيويورك)
قرية بيلهام (بالإنجليزية: Pelham (village), New York)‏ هي منطقة سكنية تقع في الولايات المتحدة في مقاطعة ويستتشستر، نيويورك. يقدر عدد سكانها بـ 6,910 نسمة ومساحتها 2.1 كم2 وترتفع عن سطح البحر 22 متر.

## التركيبة السكانية
حدّد مكتب تعداد الولايات المتحدة بيانات التركيبة السكانية لقرية بيلهام في تعداد الولايات المتحدة. في ما يلي، التركيبة السكانية حسب تعدادي 2000 و2010.

### تعداد عام 2000
بلغ عدد سكان قرية بيلهام 6,400 نسمة بحسب تعداد عام 2000، وبلغ عدد الأسر 2,287 أسرة وعدد العائلات 1,687 عائلة مقيمة في القرية. في حين سجلت الكثافة السكانية 2,990.7 نسمة لكل كيلومتر مربع (7,745.9/ميل2). وبلغ عدد الوحدات السكنية 2,337 وحدة بمتوسط كثافة قدره 1,092.1 لكل كيلومتر مربع (2,828.5/ميل2).
وتوزع التركيب العرقي للقرية بنسبة 83.22% من البيض و6.66% من الأمريكيين الأفارقة و0.09% من الأمريكيين الأصليين و4.95% من الأمريكيين ذوي الأصول الآسيوية و2.47% من الأعراق الأخرى و2.61% من عرقين مختلطين أو أكثر و7.20% من الهسبانيون أو اللاتينيون من أي عرق.
بلغ عدد الأسر 2,287 أسرة كانت نسبة 42.2% منها لديها أطفال تحت سن الثامنة عشر تعيش معهم، وبلغت نسبة الأزواج القاطنين مع بعضهم البعض 58.9% من أصل المجموع الكلي للأسر، ونسبة 11.6% من الأسر كان لديها معيلات من الإناث دون وجود شريك، بينما كانت نسبة 3.2% من الأسر لديها معيلون من الذكور دون وجود شريكة وكانت نسبة 26.2% من غير العائلات. تألفت نسبة 20.9% من أصل جميع الأسر من عدة أفراد يعيشون في نفس المنزل ونسبة 8.3% كانت تتألف من شخص يعيش بمفرده يبلغ من العمر 65 عاماً أو أكثر. وبلغ متوسط حجم الأسرة المعيشية 2.79، أما متوسط حجم العائلات فبلغ 3.30.
بلغ العمر الوسطي للسكان 37.0 عاماً. وكانت نسبة 27.7% من القاطنين تحت سن الثامنة عشر، وكانت نسبة 6% بين الثامنة عشر والرابعة والعشرين عاماً، ونسبة 30.7% كانت واقعةً في الفئة العمرية ما بين الخامسة والعشرين والرابعة والأربعين عاماً، ونسبة 23.4% كانت ما بين الخامسة والأربعين والرابعة والستين، ونسبة 12% كانت ضمن فئة الخامسة والستين عاماً فما فوق. يوجد لكل 100 أنثى 92.2 ذكر، ويوجد لكل 100 أنثى في الثامنة عشر من عمرها فما فوق 86.6 ذكر.
بلغ متوسط دخل الأسرة في القرية 82,430 دولارًا، أما متوسط دخل العائلة فبلغ 95,929 دولارًا. وكان متوسط دخل الذكور 67,339 دولارًا مقابل 41,364 دولارًا للإناث. وسجل دخل الفرد الخاص بالقرية 43,397 دولارًا. وكانت نسبة 1.3% من العائلات ونسبة 3.3% من السكان تحت خط الفقر، وكان من هؤلاء نسبة 2.9% تحت سن الثامنة عشر ونسبة 3.7% في الخامسة والستين من العمر وما فوق.

### تعداد عام 2010
بلغ عدد سكان قرية بيلهام 6,910 نسمة بحسب تعداد عام 2010، وبلغ عدد الأسر 2,390 أسرة وعدد العائلات 1,856 عائلة مقيمة في القرية. في حين سجلت الكثافة السكانية 3,229 نسمة لكل كيلومتر مربع (8,363.1/ميل2). وبلغ عدد الوحدات السكنية 2,558 وحدة بمتوسط كثافة قدره 1,195.3 لكل كيلومتر مربع (3,095.8/ميل2).
وتوزع التركيب العرقي للقرية بنسبة 76.89% من البيض و9.51% من الأمريكيين الأفارقة و0.07% من الأمريكيين الأصليين و6.05% من الأمريكيين ذوي الأصول الآسيوية و0.13% من سكان جزر المحيط الهادئ و3.85% من الأعراق الأخرى و3.50% من عرقين مختلطين أو أكثر و12.26% من الهسبانيون أو اللاتينيون من أي عرق.
بلغ عدد الأسر 2,390 أسرة كانت نسبة 45.4% منها لديها أطفال تحت سن الثامنة عشر تعيش معهم، وبلغت نسبة الأزواج القاطنين مع بعضهم البعض 60% من أصل المجموع الكلي للأسر، ونسبة 13.8% من الأسر كان لديها معيلات من الإناث دون وجود شريك، بينما كانت نسبة 3.9% من الأسر لديها معيلون من الذكور دون وجود شريكة وكانت نسبة 22.3% من غير العائلات. تألفت نسبة 18.9% من أصل جميع الأسر من عدة أفراد يعيشون في نفس المنزل ونسبة 7.8% كانت تتألف من شخص يعيش بمفرده يبلغ من العمر 65 عاماً أو أكثر. وبلغ متوسط حجم الأسرة المعيشية 2.89، أما متوسط حجم العائلات فبلغ 3.32.
بلغ العمر الوسطي للسكان 39.1 عاماً. وكانت نسبة 29.4% من القاطنين تحت سن الثامنة عشر، وكانت نسبة 6.7% بين الثامنة عشر والرابعة والعشرين عاماً، ونسبة 24.4% كانت واقعةً في الفئة العمرية ما بين الخامسة والعشرين والرابعة والأربعين عاماً، ونسبة 28% كانت ما بين الخامسة والأربعين والرابعة والستين، ونسبة 11.5% كانت ضمن فئة الخامسة والستين عاماً فما فوق. وتوزع التركيب الجنسي للسكان بنسبة 48.9% ذكور و51.1% إناث.

## المناخ
يظهر الجدول التالي التغييرات المناخية على مدار السنة لقرية بيلهام:
| البيانات المناخية لـقرية بيلهام                                          | البيانات المناخية لـقرية بيلهام | البيانات المناخية لـقرية بيلهام | البيانات المناخية لـقرية بيلهام | البيانات المناخية لـقرية بيلهام | البيانات المناخية لـقرية بيلهام | البيانات المناخية لـقرية بيلهام | البيانات المناخية لـقرية بيلهام | البيانات المناخية لـقرية بيلهام | البيانات المناخية لـقرية بيلهام | البيانات المناخية لـقرية بيلهام | البيانات المناخية لـقرية بيلهام | البيانات المناخية لـقرية بيلهام | البيانات المناخية لـقرية بيلهام |
| الشهر                                                                    | يناير                           | فبراير                          | مارس                            | أبريل                           | مايو                            | يونيو                           | يوليو                           | أغسطس                           | سبتمبر                          | أكتوبر                          | نوفمبر                          | ديسمبر                          | المعدل السنوي                   |
| ------------------------------------------------------------------------ | ------------------------------- | ------------------------------- | ------------------------------- | ------------------------------- | ------------------------------- | ------------------------------- | ------------------------------- | ------------------------------- | ------------------------------- | ------------------------------- | ------------------------------- | ------------------------------- | ------------------------------- |
| الدرجة القصوى °ف (°م)                                                    | 73 (23)                         | 75 (24)                         | 86 (30)                         | 96 (36)                         | 97 (36)                         | 99 (37)                         | 104 (40)                        | 102 (39)                        | 101 (38)                        | 89 (32)                         | 82 (28)                         | 77 (25)                         | 104 (40)                        |
| متوسط درجة الحرارة الكبرى °ف (°م)                                        | 39.2 (4.0)                      | 42.9 (6.1)                      | 51.4 (10.8)                     | 62.6 (17.0)                     | 73.8 (23.2)                     | 81.6 (27.6)                     | 86.0 (30.0)                     | 83.9 (28.8)                     | 76.1 (24.5)                     | 65.4 (18.6)                     | 55.1 (12.8)                     | 43.8 (6.6)                      | 63.5 (17.5)                     |
| متوسط درجة الحرارة الصغرى °ف (°م)                                        | 20.1 (−6.6)                     | 22.3 (−5.4)                     | 29.1 (−1.6)                     | 38.4 (3.6)                      | 47.2 (8.4)                      | 56.8 (13.8)                     | 62.3 (16.8)                     | 60.8 (16.0)                     | 53.0 (11.7)                     | 41.2 (5.1)                      | 34.6 (1.4)                      | 25.6 (−3.6)                     | 41.0 (5.0)                      |
| أدنى درجة حرارة °ف (°م)                                                  | −10 (−23)                       | −5 (−21)                        | 2 (−17)                         | 17 (−8)                         | 29 (−2)                         | 38 (3)                          | 49 (9)                          | 44 (7)                          | 34 (1)                          | 27 (−3)                         | 12 (−11)                        | −4 (−20)                        | −10 (−23)                       |
| الهطول إنش (مم)                                                          | 3.56 (90)                       | 2.84 (72)                       | 4.07 (103)                      | 4.16 (106)                      | 4.33 (110)                      | 3.44 (87)                       | 4.20 (107)                      | 3.93 (100)                      | 4.37 (111)                      | 3.67 (93)                       | 4.09 (104)                      | 3.80 (97)                       | 46.46 (1٬180)                   |
| متوسط تساقط الثلوج إنش (سم)                                              | 9.8 (25)                        | 10.9 (28)                       | 6.8 (17)                        | 1.4 (3.6)                       | .2 (0.51)                       | 0 (0)                           | 0 (0)                           | 0 (0)                           | 0 (0)                           | .1 (0.25)                       | .8 (2.0)                        | 8.6 (22)                        | 38.6 (98)                       |
| متوسط الأيام الممطرة (≥ 0.01 in)                                         | 8.5                             | 8.1                             | 9.3                             | 9.8                             | 10.9                            | 9.3                             | 9.0                             | 8.7                             | 7.6                             | 6.7                             | 9.2                             | 9.4                             | 113.4                           |
| المصدر #1: Weatherbase                                                   |                                 |                                 |                                 |                                 |                                 |                                 |                                 |                                 |                                 |                                 |                                 |                                 |                                 |
| المصدر #2: Homefacts (precipitation only) The Weather Channel (extremes) |                                 |                                 |                                 |                                 |                                 |                                 |                                 |                                 |                                 |                                 |                                 |                                 |                                 |